# 张昌平
张昌平（1954年4月—），男，湖北孝感人，中华人民共和国政治人物。武汉钢铁学院（现武汉科技大学）冶金系炼钢专业毕业，湖南大学国际商学院工业外贸专业工学硕士，在职研究生学历，助理工程师。中共十七大代表，第十八届中纪委委员。

## 生平
1970年4月参加工作。1975年4月加入中国共产党。历任共青团湖南省委副书记、省青联主席；中共娄底地委委员、中共冷水江市委书记:1674；湖南省对外经济贸易委员会副主任、湖南省招商局副局长；中共常德市委副书记、市长；中共岳阳市委书记；中共厦门市委副书记、副市长、代市长、市长；中共福建省委常委、省政府常务副省长、纪委书记。2013年1月27日至2018年1月29日，任中国人民政治协商会议福建省委员会主席。

## 评价
张昌平任厦门市长期间，极力支持厦门足球的发展，因此被称为“足球市长”。厦门蓝狮在他任职期间由一支中甲弱旅变成中甲冠军，冲入中超，张昌平离任时球队排在中超前八。